# 富阿阿莫圖國際機場
富阿阿莫圖國際機場（英語：Fuaʻamotu International Airport）是一座位於太平洋島國東加首都努瓜婁發的一座國際機場，其主要民航業務為東加往來大洋洲各國間的國際航線。

## 航空公司與目的地
| 航空公司       | 目的地       |
| -------------- | ------------ |
| 紐西蘭航空     | 奧克蘭       |
| 斐济航空       | 楠迪         |
| 太平洋太陽航空 | 蘇瓦         |
| 维珍澳洲航空   | 奧克蘭、雪梨 |
| 玻里尼西亞航空 | 包機：阿皮亞 |